# Fatima, déesse de la vie
Pour les articles homonymes, voir Fatima.
Fatima, déesse de la vie (生き神のファティマ, Ikigami no Fatima) est un seinen manga de Raika Mizushima, prépublié dans le magazine Monthly Comic @Bunch puis publié par l'éditeur Shinchōsha en deux volumes reliés sortis entre août 2013 et avril 2014. La version française est éditée par Komikku Éditions en deux tomes sortis simultanément en septembre 2014.

## Liste des volumes
| no | Japonais       | Japonais          | Français          | Français          |
| no | Date de sortie | ISBN              | Date de sortie    | ISBN              |
| -- | -------------- | ----------------- | ----------------- | ----------------- |
| 1  | 9 août 2013    | 978-4-10-771714-6 | 25 septembre 2014 | 979-10-91610-66-7 |
| 2  | 9 avril 2014   | 978-4-10-771743-6 | 25 septembre 2014 | 979-10-91610-67-4 |

## Réception
En France, pour Coyote magazine, « Fatima, déesse de la vie se révèle être une bonne surprise grâce à son univers très orientaliste et son scénario simple mais efficace. Si les personnages longilignes semblent tout droit sortis d'un shōjo, Raika Mizushima fait des merveilles pour créer une ambiance Mille et Une nuits : les décors richement détaillés et raffinés évoquent les architectures persane et mauresque ».

### Édition japonaise
Comic Bunch
1. 1 2  (ja) « Tome 1 ».
2. 1 2  (ja) « Tome 2 ».

### Édition française
Komikku Éditions
1. 1 2  (fr) « Tome 1 », sur manga-news.com.
2. 1 2  (fr) « Tome 2 », sur manga-news.com.